# Goephanes ochreosticticus
Goephanes ochreosticticus är en skalbaggsart som beskrevs av Stefan von Breuning 1957. Goephanes ochreosticticus ingår i släktet Goephanes och familjen långhorningar.
Artens utbredningsområde är Madagaskar. Inga underarter finns listade i Catalogue of Life.